# Campeonato Sudamericano de Clubes Campeones 2007
El Campeonato Sudamericano de Clubes Campeones 2007 fue la cuadragésimo tercera edición de lo que era el torneo más importante de equipos de baloncesto en Sudamérica, después de la Liga Sudamericana de Clubes. Participaron 6 equipos de 4 países sudamericanos: Argentina, Brasil, Colombia y Paraguay.
El ganador de esta edición fue el equipo brasileño Minas Tenis Clube.

## Equipos participantes
| País              | Equipo                                | Vía de clasificación                                                                                           |
| ----------------- | ------------------------------------- | --- |
| Argentina 2 cupos | Boca Juniors Peñarol de Mar del Plata | Campeón del Campeonato Sudamericano de Clubes Campeones 2006 Subcampeón de la Liga Nacional de Básquet 2006-07 |
| Brasil 2 cupos    | Minas Tenis Clube UniCEUB             | Semifinalistas de la Liga Brasileña de Baloncesto 2007                                                         |
| Paraguay 1 cupo   | Deportivo San José                    | |
| Venezuela 1 cupo  | Duros de Lara                         | Invitado |

## Formato
El torneo se desarrolló con el sistema todos contra todos, coronándose como campeón quien se alze con más puntos. 

## Competencia
| Equipo             | Pts | PJ | PG | PP | PF  | PC  | Dif  |
| ------------------ | --- | -- | -- | -- | --- | --- | ---- |
| Minas              | 9   | 5  | 4  | 1  | 470 | 386 | +84  |
| Boca Juniors       | 9   | 5  | 4  | 1  | 434 | 390 | +44  |
| Peñarol            | 8   | 5  | 3  | 2  | 405 | 393 | +12  |
| Duros de Lara      | 7   | 5  | 2  | 3  | 409 | 408 | +1   |
| UniCEUB            | 7   | 5  | 2  | 3  | 349 | 357 | -8   |
| Deportivo San José | 5   | 5  | 0  | 5  | 326 | 459 | -133 |

|  | Campeón |

### Fecha 1
| 31 de octubre, 17:00 | Duros de Lara                           | 75–79                | Peñarol                                          | Brasilia |  |
|                      | Parciales: 18-20, 15-17, 23-22, 19-20   |                      |                                                  |          |  |
|                      | Estadísticas Salas 15 Vargas 8 Vargas 3 | Reporte Pts Reb Asts | Estadísticas 19 Rodríguez 8 González 6 Rodríguez |          |  |

| 31 de octubre, 19:00 | Minas Tenis Clube                                   | 100–72               | Boca Juniors                                | Brasilia |  |
|                      | Parciales: 24-22, 23-29, 29-11, 24-10               |                      |                                             |          |  |
|                      | Estadísticas Fernandes 28 Machado 9 Campos Lernes 6 | Reporte Pts Reb Asts | Estadísticas 18 Orona 8 Alloati 2 Gutiérrez |          |  |

| 31 de octubre, 22:00 | UniCEUB                                  | 79–61                | Deportivo San José                       | Brasilia |  |
|                      | Parciales: 23-13, 19-18, 16-14, 21-16    |                      |                                          |          |  |
|                      | Estadísticas Fonseca 18 Lopes 14 Lopes 3 | Reporte Pts Reb Asts | Estadísticas 16 Groves 7 Groves 2 Groves |          |  |

### Fecha 2
| 1 de noviembre, 17:00 | Duros de Lara                              | 83–67                | Deportivo San José                         | Brasilia |  |
|                       | Parciales: 18-14, 26-15, 13-18, 26-20      |                      |                                            |          |  |
|                       | Estadísticas Salas 21 Bethelmy 7 Vargas 11 | Reporte Pts Reb Asts | Estadísticas 25 Groves 7 Groves 3 Mellones |          |  |

| 1 de noviembre, 17:30 | Minas Tenis Clube                            | 78–83                | UniCEUB                                     | Brasilia |  |
|                       | Parciales: 17-23, 33-20, 10-23, 18-17        |                      |                                             |          |  |
|                       | Estadísticas Campos 20 Camargos 4 Sucatzky 7 | Reporte Pts Reb Asts | Estadísticas 19 Fonseca 10 Lopes Da Silva 7 |          |  |

| 1 de noviembre, 19:30 | Boca Juniors                                 | 81–76                | Peñarol                                       | Brasilia |  |
|                       | Parciales: 28-22, 19-19, 17-21, 17-14        |                      |                                               |          |  |
|                       | Estadísticas Gutiérrez 26 Alloati 10 Orona 3 | Reporte Pts Reb Asts | Estadísticas 21 Rodríguez 7 Johnson 2 Johnson |          |  |

### Fecha 3
| 2 de noviembre, 16:00 | Deportivo San José                         | 53–102               | Boca Juniors                                | Brasilia |  |
|                       | Parciales: 14-25, 20-30, 7-23, 12-24       |                      |                                             |          |  |
|                       | Estadísticas Kiganya 15 Groves 9 Mellone 2 | Reporte Pts Reb Asts | Estadísticas 17 Funes 11 Aguerre 5 Cequeira |          |  |

| 2 de noviembre, 18:00 | Minas Tenis Clube                              | 103–90               | Peñarol                                    | Brasilia |  |
|                       | Parciales: 22-24, 26-24, 30-21, 25-21          |                      |                                            |          |  |
|                       | Estadísticas Sucatzky 29 Machado 9 Sucatzky 17 | Reporte Pts Reb Asts | Estadísticas 30 Johnson 6 Johnson 4 Scales |          |  |

| 2 de noviembre, 20:00 | Duros de Lara                           | 76–71                | UniCEUB                                             | Brasilia |  |
|                       | Parciales: 22-20, 15-24, 21-15, 18-13   |                      |                                                     |          |  |
|                       | Estadísticas Vargas 19 Brito 7 Vargas 8 | Reporte Pts Reb Asts | Estadísticas 16 Souza Sobral 12 De Souza 6 Da Silva |          |  |

### Fecha 4
| 3 de noviembre, 12:00 | Deportivo San José                        | 67–100               | Minas Tenis Clube                              | Brasilia |  |
|                       | Parciales: 14-27, 23-26, 18-19, 12-28     |                      |                                                |          |  |
|                       | Estadísticas Groves 18 Groves 8 Mellone 5 | Reporte Pts Reb Asts | Estadísticas 25 Machado 10 Machado 12 Sucatzky |          |  |

| 3 de noviembre, 14:00 | Boca Juniors                                        | 102–101              | Duros de Lara                              | Brasilia |  |
|                       | Parciales: 26-15, 23-25, 14-24, 23-22 (T.E.: 16-15) |                      |                                            |          |  |
|                       | Estadísticas Cequeira 25 Gutiérrez 8 Sartorelli 2   | Reporte Pts Reb Asts | Estadísticas 17 Vargas 7 Herrera 3 Herrera |          |  |

| 3 de noviembre, 16:00 | UniCEUB                                      | 56–65                | Peñarol                                         | Brasilia |  |
|                       | Parciales: 16-18, 11-14, 17-17, 12-16        |                      |                                                 |          |  |
|                       | Estadísticas Da Silva 18 Lopes 10 Da Silva 2 | Reporte Pts Reb Asts | Estadísticas 14 González 11 Johnson 2 Picarelli |          |  |

### Fecha 5
| 4 de noviembre, 12:00 | Peñarol                                        | 95–78                | Deportivo San José                               | Brasilia |  |
|                       | Parciales: 26-17, 17-23, 23-10, 29-28          |                      |                                                  |          |  |
|                       | Estadísticas Johnson 21 Johnson 10 Rodríguez 8 | Reporte Pts Reb Asts | Estadísticas 19 Martinessi 8 Martinessi 4 Groves |          |  |

| 4 de noviembre, 14:00 | Minas Tenis Clube                                                    | 89–74                | Duros de Lara                             | Brasilia |  |
|                       | Parciales: 25-12, 25-21, 24-22, 15-19                                |                      |                                           |          |  |
|                       | Estadísticas Fernandes Pinto 27 Goncalves De Oliveira 10 Sucatzky 17 | Reporte Pts Reb Asts | Estadísticas 16 Salas 6 Bethelmy 5 Vargas |          |  |

| 4 de noviembre, 16:00 | UniCEUB                                             | 60–77                | Boca Juniors                                   | Brasilia |  |
|                       | Parciales: 15-17, 8-26, 19-12, 18-22                |                      |                                                |          |  |
|                       | Estadísticas Lopes 19 Souza Sobral 7 Souza Sobral 1 | Reporte Pts Reb Asts | Estadísticas 23 Orona 9 Sartorelli 2 Gutiérrez |          |  |

## Líderes estadísticos
| Nombre                  | Equipo       | PPP  |
| ----------------------- | ------------ | ---- |
| Evandro Fernandes Pinto | Minas        | 22.6 |
| Leonardo Gutiérrez      | Boca Juniors | 19.6 |
| Jasper Johnson          | Peñarol      | 17.6 |
| Marcelinho Machado      | UniCEUB      | 16.6 |
| Carlus Groves           | San José     | 16.4 |

| Nombre               | Equipo       | RPP |
| -------------------- | ------------ | --- |
| Charles Márcio Lopes | UniCEUB      | 9.8 |
| Jasper Johnson       | Peñarol      | 8   |
| Carlus Groves        | San José     | 7   |
| Marcelinho Machado   | UniCEUB      | 6.8 |
| Alejandro Alloati    | Boca Juniors | 6.6 |

Asistencias
| Nombre              | Equipo        | APP  |
| ------------------- | ------------- | ---- |
| Facundo Sucatzky    | Minas         | 11.6 |
| José Vargas         | Duros de Lara | 5.6  |
| Valtinho Da Silva   | UniCEUB       | 3.6  |
| Sebastián Rodríguez | Peñarol       | 3.4  |
| Federico Mellone    | San José      | 3.2  |